# Mystiek
Mystiek (bijvoeglijk naamwoord; van het Griekse μυστικός, mystikos, geheimzinnig) is het hartstochtelijk streven naar een persoonlijke vereniging van de ziel met God. De term mystiek verwijst ook naar de achterliggende leer over kennis en persoonlijke ervaringen van toestanden van bewustzijn voorbij de normale menselijke perceptie.

## Kenmerken

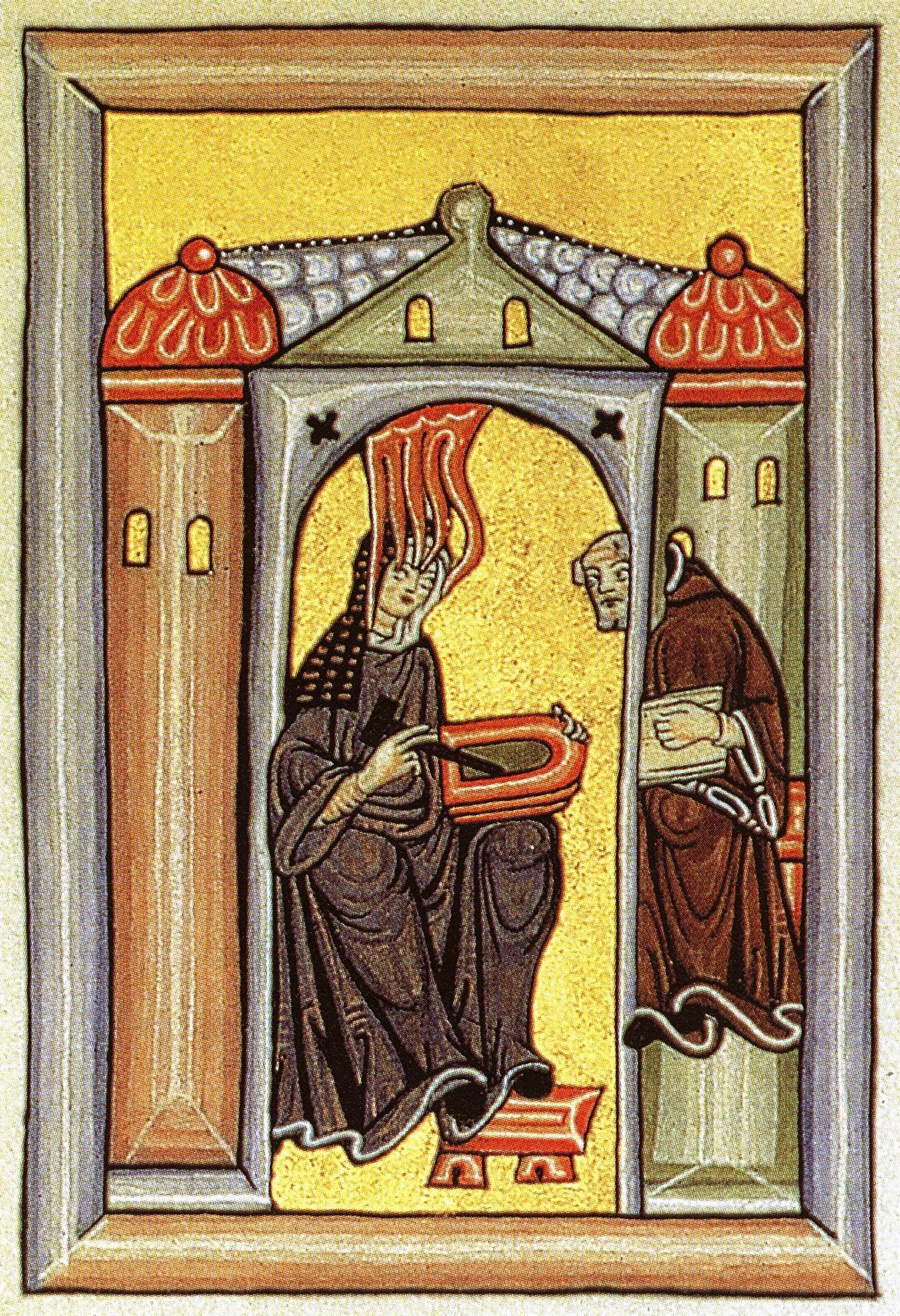
Hildegard van Bingen (12e eeuw) ontvangt goddelijke inspiratie

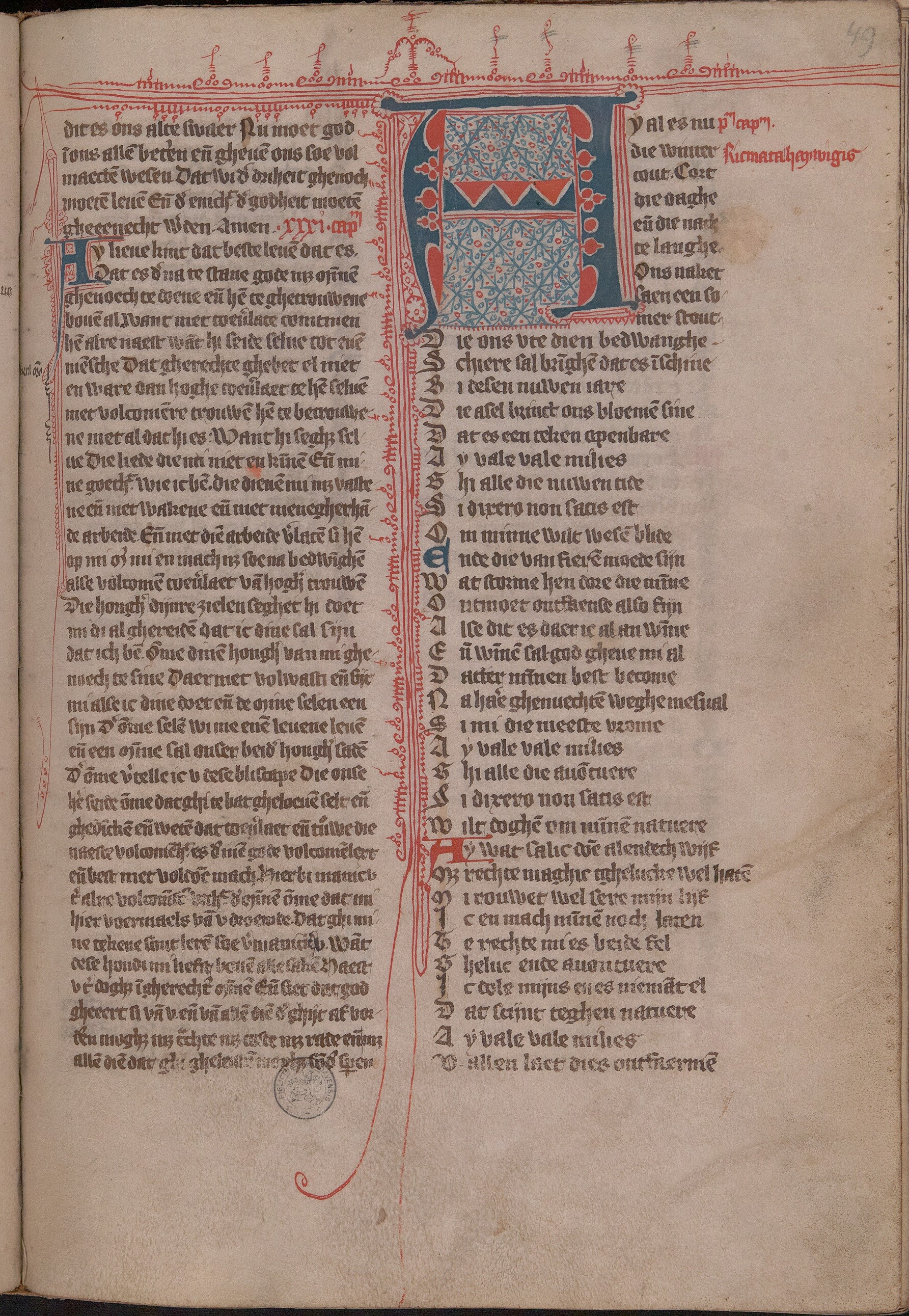
Eerste lied van Hadewijch (13e eeuw): "Ay al es nu die winter cout". Manuscript bewaard in de Universiteitsbibliotheek Gent.

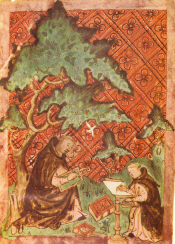
Jan van Ruusbroec (links) geïnspireerd door de Heilige Geest (weergegeven met een de duif), 14e eeuw

Hoewel de mystieke ervaring van een persoon in details en intensiteit kan verschillen worden er meestal dezelfde, algemene kenmerken beschreven:
- In de mystieke ervaring verdwijnt alle andersheid en wordt de wereld als een geheel ervaren; de mysticus probeert zich te verenigen met het transcendente.
- De mysticus komt tot de realisatie dat zijn/haar eigen subjectieve werkelijkheid niet afzonderlijk van de object-gerichte werkelijkheid kan bestaan.

## Actieve en passieve mystieke ervaring
Er bestaan natuurlijke en religieuze mystieke ervaringen. 
Natuurlijke mystieke ervaringen zijn bijvoorbeeld het gevoel dat ervaren wordt één te zijn met de natuur tijdens een lange boswandeling. Dit soort ervaringen zijn van een geheel andere aard dan de religieuze mystieke ervaringen, vooral omdat ze passief zijn. Meestal overkomt het iemand zonder dat deze de ervaring actief nastreeft. Natuurlijke mystieke ervaringen worden niet als religieuze ervaringen beschouwd omdat ze niet met een bepaalde traditie verbonden zijn. Het zijn uiteraard wel spirituele ervaringen die een diepgaande invloed op het individu kunnen hebben.
Religieuze mystieke ervaringen zijn vaak meer actief dan de passieve natuurlijke ervaring. De mystieke ervaring kan worden opgeroepen middels het hierboven genoemde gebed, contemplatie of meditatie.
Verder kan volgens sommigen een mystieke ervaring worden beleefd bij het gebruik van psychedelische drugs, zoals LSD of paddo's. In veel niet-westerse culturen was (en is) gebruik van dit soort middelen een belangrijk onderdeel van de religie.

## Mystiek en rationalisme
De mystieke ervaring kan vaak niet helemaal in woorden uitgedrukt worden. Net zoals met alle ervaring moet je de feitelijke ervaring hebben om te weten hoe het is. Iemand kan vertellen hoe een zonsondergang eruitziet of hoe een koekje smaakt, maar je weet het pas echt als je de zonsondergang zelf ziet of zelf het koekje eet. Dat wil echter niet zeggen dat zonsondergang of koekjes eten niet zouden bestaan. (Deze voorbeelden noemt Ken Wilber in Overgave en strijd.)  
Mystieke ervaring is grotendeels onuitsprekelijk, maar het kan wel worden overgedragen door het beoefenen onder leiding van een leraar. Mystieke ervaring is niet zekerder of minder zeker dan elke andere directe ervaring. Het is empirische kennis. 
Doordat bij mystici vaak paranormale ervaringen en verschijnselen worden waargenomen is de mystiek ook een onderzoeksterrein voor de parapsychologie.
Doch eveneens vanuit strikt wetenschappelijke psychologie is er interesse voor mystieke ervaringen. Met name vanuit het behaviorisme wordt een verband gelegd tussen het typisch menselijk vermogen tot perspectiefname en mystieke belevingen.

### Vormen van mystieke kennis
- Mystiek betekent in het eerste geval het op enigerlei wijze trachten te komen tot een innige vereniging met God, het goddelijke of het bovennatuurlijke, of het bereiken van diepe staten van meditatie (zoals jhanas) en spirituele realisaties (zoals Nirvana). Veelal gebeurt dit door middel van gebed, beschouwing of meditatie.
- In het andere geval is sprake van subjectieve ervaringen van bovennatuurlijke aard, contact dus met een andere werkelijkheid dan de gebruikelijke. Deze contacten kunnen meer of minder intensief zijn. Al naargelang de afstand tot het bovenaardse kunnen zulke ervaringen uiteenlopen van een eenvoudig besef van het hogere tot aan een heftige vervoering, buiten zichzelf treden of het goddelijke intens gewaarworden.

De Boeddha onderscheidde Zes Bovennatuurlijke Krachten, die zowel ervaringen van bovennatuurlijke aard als spirituele realisaties en vormen van kennis bevatten.

## Wetenschappelijk onderzoek

### Perennialisme versus constructivisme
Perennialisten beschouwen de mystieke ervaring als universeel voor alle mensen. Wat er getoond wordt tijdens deze ervaring is onafhankelijk van de sociale en religieuze context die de mysticus gevormd heeft. Sommigen zien dit als bewijs voor een universele transcendente realiteit. Dit idee werd gepopulariseerd door o.a. William James en Aldous Huxley.
De meeste wetenschappers verwerpen het perennialisme en werken binnen een constructivistisch kader dat stelt dat de mystieke ervaring bemiddeld wordt door bestaande referentiekaders zoals de religie, ideeën en symboliek waarmee de mysticus bekend is. De voornaamste aanhanger van het constructivisme is Steven T. Katz. 
Richard H. Jones maakt een onderscheid tussen anticonstructionisme en perennialisme: men kan constructivistische bewering over bepaalde aspecten van de mystieke ervaring verwerpen zonder het perennialisme aan te hangen. Constructivisme versus anticonstructionisme gaat over de aard van de mystieke ervaring, terwijl perennialisme gaat over mystieke tradities en de doctrines die zij aanhangen.

## Bekende mystici
Mystiek en mensen met mystieke ervaringen komen door de hele geschiedenis voor:
- Gautama Boeddha (480-400 v.Chr.), Indiaas mysticus
- Hildegard van Bingen (1098-1179), Duitse benedictijnse abdis, mystica, componiste, heilige en kerklerares
- Franciscus van Assisi (1181-1226), Italiaans mysticus
- Beatrijs van Nazareth (1200-1268), Brabants mystica
- Jalal ad-Din Rumi (1207-1273), soefi-mysticus
- Hadewijch (13e eeuw), Brabants mystica
- Guglielma la Boema (1210-1281) - Italiaans/Boheems mystica
- Margareta Porete (1250-1310), Frans mystica
- Meester Eckhart (1260-1328), Duits mysticus
- Jan van Ruusbroec (1293-1381), Vlaams auteur, mysticus
- Catharina van Siëna (1347-1380), Italiaans mystica
- Thomas a Kempis (ca. 1380-1471), vroeg lid van de Moderne Devotie aan wie De imitatione Christi wordt toegeschreven
- Hendrik Herp (ca. 1410-ca. 1478), Brabants auteur, minderbroeder, mysticus
- Suster Bertken (1427-1514), Utrechtse mystieke dichteres
- H. Petrus van Alcántara (1499-1562)
- Theresia of Teresa van Ávila (1515-1582), Spaanse Karmelietes, mystica, heilige en kerklerares
- Johannes van het Kruis (ook Sint-Jan van het Kruis), (1542-1591), Spaanse karmeliet, dichter, mysticus, heilige en kerkleraar
- Jakob Böhme (1575-1624), Duits mysticus
- Antoinette Bourignon (1616-1680), Frans-Vlaams mystica
- Emanuel Swedenborg (1688-1772), Zweeds filosoof/theoloog
- Anna van Hees (1768-1825), Nederlands mystica
- Anna Catharina Emmerich (1774-1824), Duits mystica
- Jakob Lorber (1800-1864), Oostenrijks/Sloveens mysticus
- Lahiri Mahasaya (1828-1895), boekhouder en mysticus
- Yoekteswar (1855-1936), mysticus, leraar van Yogananda
- George Gurdjieff (1866-1949), filosoof, componist, choreograaf, zakenman
- Theresia van Lisieux (1873-1897), Franse karmelietes, mystica, heilige en kerklerares
- Elisabeth van de Drie-eenheid, Franse karmelietes, mystica en heilige
- Pater Pio, Italiaanse pater en heilige
- Paramahansa Yogananda (1893-1952), goeroe en auteur
- Jiddu Krishnamurti (1895-1986), Indiaas mysticus
- Anandamoyi Ma (1896-1982), Bengaals mystica en goeroe
- Nisargadatta Maharaj (1897-1981), Indiaas mysticus
- Maria Faustina Kowalska (1905-1938), Poolse kloosterzuster, mystica en heilige
- Titus Brandsma (1881-1944), Nederlands theoloog, mysticus en heilige
- Thomas Merton (1915-1968), Frans-Amerikaans mysticus
- Willigis Jäger (1925-2020), Duits benedictijn, mysticus en zenmeester

## Boeken
Raadpleeg de catalogus van de openbare bibliotheken en van de Koninklijke Bibliotheek in Nederland. Op zoek naar boekbesprekingen/recensies? Raadpleeg Google (de zoekformule - deeplink - staat in de link).

## Websites
- Ongrond
- Weblog Mystiek & Filosofie. Teksten uit de traditie van de mystiek en filosofische overpeinzingen.
- Zinrijk.nl
- Stichting Dutch Foundation For Mysticism